# Provinz Bagmati
Die Provinz Bagmati (Nepali बाग्मती प्रदेश IAST Bāgmatī Pradeś) ist eine der sieben Provinzen in Nepal, die die Rolle der föderalen Glieder im Bundesstaat Nepal einnehmen. Die Provinz wurde durch die Verfassung vom 20. September 2015 geschaffen, die Nepal in einen Bundesstaat umwandelte.
Die Provinz trug ursprünglich die Nummer 3, da die Verfassung vorsieht, dass die neu zu wählenden Provinzparlamente den Namen und den Hauptsitz der Provinz festlegen sollen. Im Januar 2020 entschied das Provinzparlament, dass die Provinz den Namen Bagmati tragen soll und Hetauda deren Hauptstadt ist. Namensgeber der Provinz ist der Fluss Bagmati, der die Provinz durchfließt.

## Geschichte
Da sich die Abgeordneten der in der Provinz regierenden Nepalesischen Kommunistischen Partei (NCP) nicht auf den Namen und die Hauptstadt der Provinz einigen konnten, gab es keine Mehrheit im Provinzparlament für eine Entscheidung. Anfang 2020 griff deshalb die Führung der Partei ein und wies den Chief Minister Dormani Poudel und die Abgeordneten der NCP an, der Provinz den Namen Bagmati zu geben. Dies wurde kritisiert, da dieser Beschluss gegen die Verfassung verstoßen und die föderale Struktur Nepals untergraben und das Provinzparlament zu einem reinen Befehlsempfänger degradieren würde.
Am 12. Januar 2020 beschloss das Parlament mit absoluter Mehrheit den neuen Namen und bestätigte die provisorische Hauptstadt Hetauda als endgültige Hauptstadt der Provinz.
Die Provinz wurde aus den Distrikten der ehemaligen Entwicklungszone Bagmati, drei Distrikten der Zonen Janakpur und einem Distrikt der Zone Narayani gebildet.

## Regierung und Verwaltung
Der Gouverneur der Provinz ist Oberhaupt der Provinz, während der Chief Minister die Regierung der Provinz leitet. Chef der Justiz ist der Leitende Richter des Obersten Gerichts (High Court) der Provinz.
Wie alle anderen Provinzen besitzt die Provinz ein Einkammer-Parlament als Legislative. Die Legislaturperiode beträgt fünf Jahre. Der Sitz des Provinzparlaments befindet sich im Regional Education Directorat in Hetauda.

## Verwaltungsgliederung
Die Provinz wird in die folgenden Distrikte unterteilt:
- Bhaktapur
- Chitwan
- Dhading
- Dolakha
- Kathmandu
- Kabhrepalanchok
- Lalitpur
- Makwanpur
- Nuwakot
- Ramechhap
- Rasuwa
- Sindhuli
- Sindhupalchok